# Miles Electric Vehicles

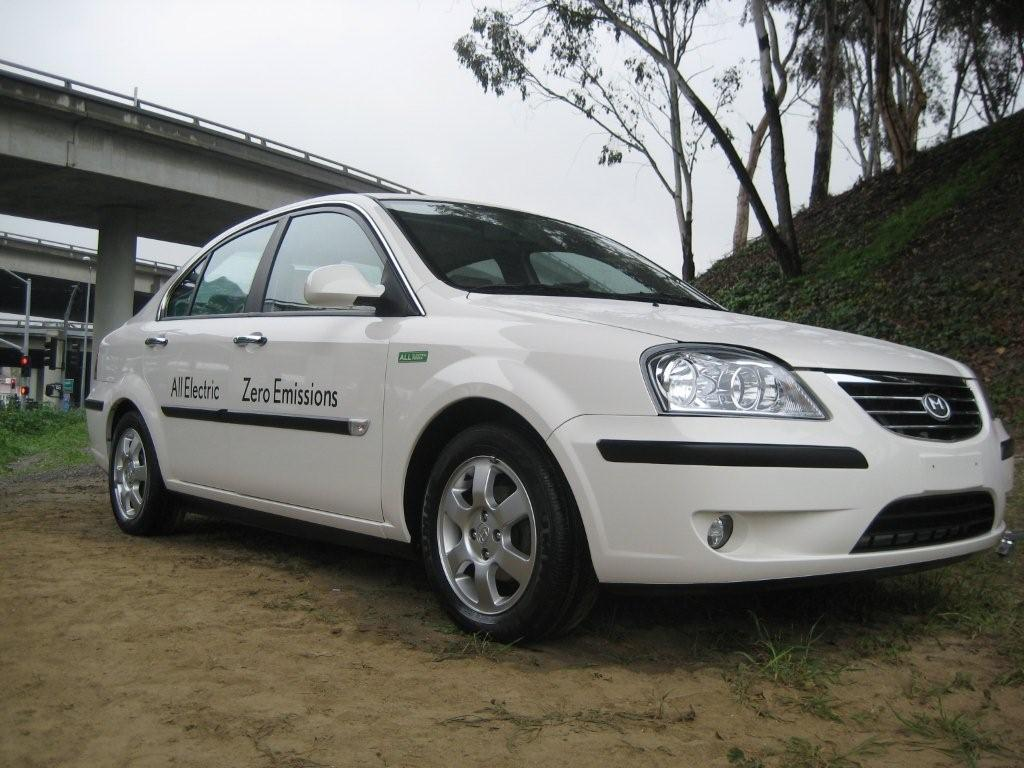
Miles XS500

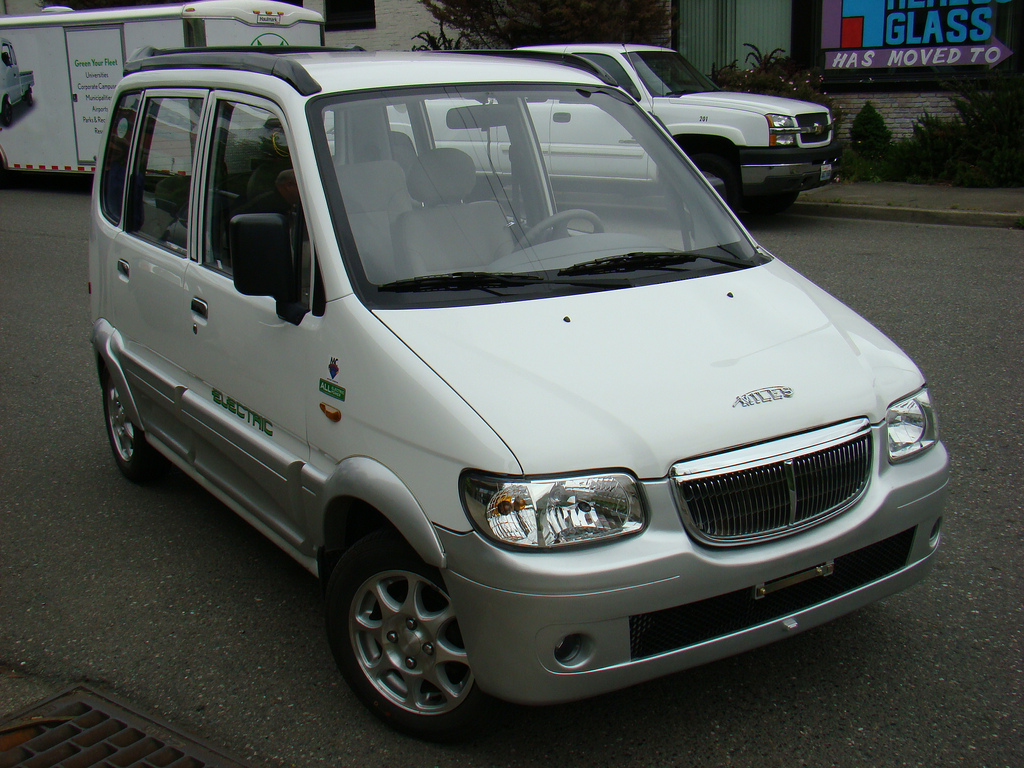
Miles ZX40

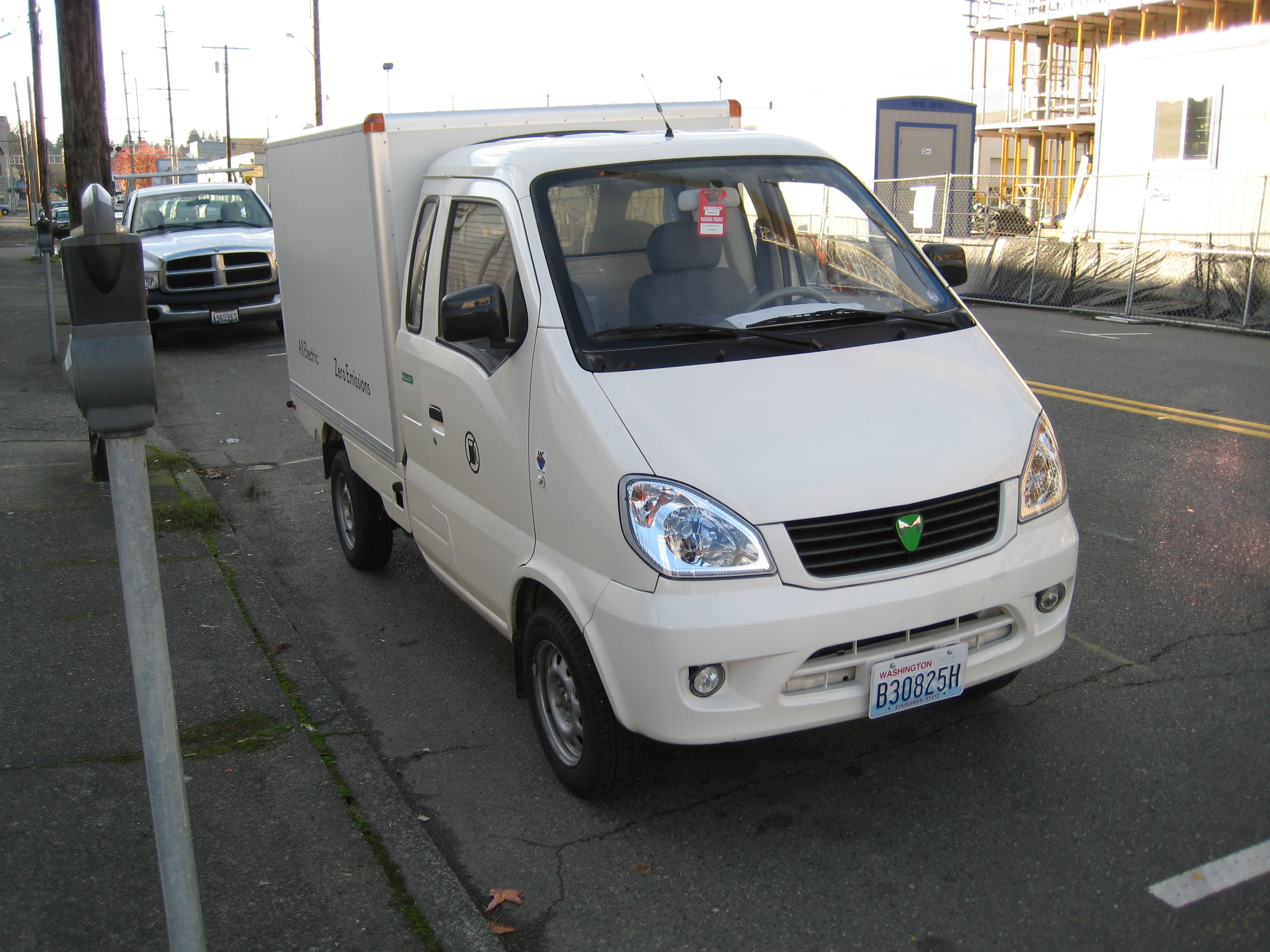
Miles ZX40ST

Miles Electric Vehicles – amerykański producent elektrycznych samochodów z siedzibą w Santa Monica działający w latach 2004–2013.

## Historia

### Początki
Przedsiębiorstwo Miles Electric Vehiles powstało w 2004 roku w kalifornijskim mieście Santa Monica z inicjatywy entuzjasty samochodów elektrycznych i przedsiębiorcy Milesa Rubina, za cel obierając wprowadzenie od sprzedaży na terenie rodzimych Stanów Zjednoczonych samochodów elektrycznych głównie dla nabywców flotowych. Docelowo ofertę miały utworzyć zarówno samochody klasyfikowane według ówczesnego amerykańskiego prawa jako samochody elektryczne niskich prędkości, jak i te dostosowane do poruszania się w warunkach autostradowych.
Pierwszy produkt Miles Electric Vehicles przedstawiło rok po powstaniu, prezentując w 2005 roku elektrycznego mikrovana o nazwie Miles ZX40. Samochód powstał w wyniku współpracy z chińskim koncernem FAW Group, który w połowie pierwszej dekady XXI wieku produkował pod marką Huali wywodzący się z japońskiego Daihatsu Move spalinowy model Happy Messenger. Na zlecenie Miles chiński partner dokonywał fabrycznej konwersji na napęd elektryczny, a następnie eksportował modele ZX40 do Kalifornii. Samochód klasyfikowany był według tutejszego prawa jako tzw. neighborhood electric vehicle, czyli samochód elektryczny niskich prędkości. W 2007 roku zadebiutował zmodernizowany, szybszy wariant o nazwie Miles ZX40S.
W 2008 roku Miles przedstawiło kolejny model, tym razem w postaci kompaktowego elektrycznego sedana XS500 będącego wynikiem współpracy z innym chińskim przedsiębiorstwem - Hafei. Samochód nie trafił jednak do seryjnej produkcji, gdyż wdrożenie go do sprzedaży przekazano pokrewnej firmie Coda Automotive. Również w 2008 roku, dla odmiany z powodzeniem, wdrożono do sprzedaży niewielki samochód dostawczy ZX40ST.

### Bankructwo
Model biznesowy Miles Electric Vehicles oparty na sprzedaży małoseryjnych samochodów elektrycznych importowanych z Chin dla amerykańskich flot okazał się trudny do utrzymania w dłuższej perspektywie. Po 9 latach funkcjonowania, przedsiębiorstwo z powodu braku płynności finansowej zmuszone było ogłosić bankructwo w czerwcu 2013 roku, kończąc działalność.

## Modele samochodów

### Historyczne
- XS500 (2008)
- ZX40 (2005–2008)
- ZX40S (2008–2013)
- ZX40ST (2009–2013)